# Icariotis politicollis
Icariotis politicollis är en skalbaggsart som beskrevs av Leon Fairmaire 1905. Icariotis politicollis ingår i släktet Icariotis och familjen långhorningar.
Artens utbredningsområde är Madagaskar. Inga underarter finns listade i Catalogue of Life.